# باري غيلبرت
باري غيلبرت (بالإنجليزية: Barrie Gilbert)‏ هو مخترِع ومهندس بريطاني، ولد في 1937 في بورنموث في المملكة المتحدة.